# Klosterbach (Große Aue)
Der Klosterbach ist ein rechter Nebenfluss der Großen Aue, die an der Mündung noch Neuer Mühlenbach genannt wird. Der Klosterbach liegt vollständig auf dem Gebiet der Gemeinde Rödinghausen im Kreis Herford, Nordrhein-Westfalen.
Der Klosterbach entspringt nördlich von Dono in der Nähe des Donoer Bergs am Südrand des Wiehengebirges auf einer Quellhöhe von 152 m ü. NN. Der Bach mündet nach 1,6 Kilometern Flusslänge auf einer Höhe von 94 m ü. NN bei Aue-Flusskilometer 82,9 in die Große Aue und damit 58 Höhenmeter unterhalb des Ursprungs.